# 1654 en philosophie
Chronologie de la philosophie
- 1650
- 1651
- 1652
- 1653
- 1654
- 1655
- 1656
- 1657
- 1658

L’année 1654 a été marquée, en philosophie, par les événements suivants :

## Publications
- Eustache Asseline : Ethica, sive Summa moralis disciplinæ, in tres partes divisa, Cambridge, 1654 ; Londres, 1671.

- Comenius : Schola ludus.

- Johann Clauberg :  Logica vetus et nova, Amsterdam, 1654, ouvrage estimé que Nicole et Arnauld ont mis à contribution dans la Logique de Port-Royal.

- Jacques Gaffarel :  Le Monde sousterrein, ou Description historique et philosophique de tous les plus beaux antres et de toutes les plus belles grottes de la terre, Paris, C. Du Mesnil, 1654.

- Jacques Du Roure : La Philosophie divisée en toutes ses parties, établie sur des principes évidents, Paris, 1654.

## Naissances
- 27 avril : Charles Blount (décédé en août 1693) est un déiste anglais.